# Aulo Casio Arriano
Aulo Casio Arriano (en latín: Aulus Cassius Arrianus) fue un senador romano que vivió a finales del siglo I y mediados del siglo II y desarrolló su cursus honorum bajo los reinados de Nerva, Trajano, y Adriano.

## Carrera política
Por un diploma militar, que está fechado el 9 de diciembre de 132, se evidencia que Arriano fue cónsul sufecto en el año 132 junto con Marco Acilio Prisco Egrilio Plariano.